# تپه کهک ژان
تپه کهک ژان مربوط به دوران پیش از تاریخ ایران باستان - است و در شهرستان دورود، بخش مرکزی، روستای ژان واقع شده و این اثر در تاریخ ۲۴ اسفند ۱۳۸۳ با شمارهٔ ثبت ۱۱۷۰۴ به‌عنوان یکی از آثار ملی ایران به ثبت رسیده است.